# Das Märchen von der Zauberflöte
Das Märchen von der Zauberflöte ist ein Märchenfilm von Marvin Litwak aus dem Jahr 2023. Er wurde von der Fynal AG im Auftrag des Westdeutschen Rundfunks für die ARD-Reihe Sechs auf einen Streich produziert. Das Drehbuch basiert auf dem Märchen Lulu und die Zauberflöte von Christoph Martin Wieland und dem Libretto für die Mozartoper Die Zauberflöte von Emanuel Schikaneder.

## Handlung
Tamino, der sich als Prinz aus Dschinnistan ausgibt, und Papageno sind Freunde. Papageno versucht Vögel zu fangen, worin er nicht erfolgreich ist. Mit Tamino betreibt er Trickbetrug, indem er beispielsweise in einem Wirtshaus behauptet, jeden mit seinem Flötenspiel zum Tanzen zu bringen. Papageno stellt Tamino dabei als Prinz aus einem fernen Land vor und Tamino verspricht ein Säckchen Geld, welches er auch bereits aushändigt, wenn er die Leute nicht zum Tanzen bringt. Durch die Magie seiner Flöte müssen alle tanzen, die sich nicht zuvor die Ohren verstopft haben, und Papageno stiehlt die Geldbeutel der Leute. In dem Wirtshaus, in das sie zu Anfang gelangen, sind jedoch Dienerinnen der Königin der Nacht, die ihre Ohren verstopft haben. Diese nehmen Tamino und Papageno fest und führen die beiden vor ihre Herrin.
Die Königin der Nacht erzählt Tamino, dass Sarastro, ihr Rivale, den sie als böse und machtgierig darstellt, Pamina, ihre Tochter, habe entführen lassen. Diese Entführung ist auch zu Beginn des Films zu sehen. Sie beauftragt nun Tamino, mit Papageno als Begleiter und mit Hilfe der Zauberflöte, Pamina zu befreien und ihr den siebenfachen Sonnenkreis zu bringen, ein Amulett, das Sarastro trägt. Zur Belohnung verspricht sie Tamino die Hand ihrer Tochter.
Während die beiden jungen Männer sich auf den Weg zu Sarastros Burg machen, schafft es Pamina, Monostatos, dem obersten Diener Sarastros, zu entkommen. Verfolgt von Monostatos und zwei Wachen, flieht Pamina in den Wald, der zwischen dem Reich der Nacht und dem Reich der Sonne liegt. Dort trifft sie auf Papageno und Tamino und bittet die beiden um Hilfe. Mit seiner Flöte bringt Tamino Monostatos und die Wachen zum Tanzen und die drei, Pamina, Papageno und Tamino, können bis zum Schloss der Königin der Nacht fliehen.
Dort werden sie zunächst freudig empfangen. Als Tamino jedoch das Sonnenamulett nicht aushändigen kann, da sie Pamina ja nicht aus Sarastros Burg hatten befreien müssen, zeigt die Königin ihr wahres Gesicht. Sie stellt sich als Stiefmutter Paminas heraus und befiehlt Tamino, ihr das Amulett des siebenfachen Sonnenkreises zu beschaffen, sonst würde er leer ausgehen. Da Tamino für Pamina bereits Gefühle entwickelt hat, was auf Gegenseitigkeit beruht, fügt er sich dem Befehl. Papageno, der schon das erste Mal nicht mitgehen wollte, weigert sich zunächst, lässt sich aber dann doch überreden, als Tamino ihm sagt, dass er so keinen Eindruck auf eine potentielle Geliebte machen könne.
Die Königin macht sich mit ihrem Gefolge ebenfalls auf den Weg. Vor einem Tunnel, in dem drei angeblich unbesiegbare Bestien wachen, treffen sie auf Tamino und Papageno. Die Königin nötigt Tamino, die Bestien mit seiner Flöte zu verzaubern und in die Flucht zu schlagen, wodurch sie passieren kann, jedoch nicht, ohne die beiden Freunde gefesselt auf dem Weg zurückzulassen.
Dort findet sie Pamina, die aus dem Palast ihrer Stiefmutter geflohen ist, um Sarastro zu warnen. Pamina hat inzwischen herausgefunden, dass die Königin der Nacht diejenige ist, die nur nach Macht giert, und nicht Sarastro, wie ihre Stiefmutter ihr immer wieder gesagt hat. Sarastro ist ein weiser, aber alter Mann, der die Welt vor ewiger Dunkelheit bewahren will. Dafür braucht er Pamina, die Tochter seines Vorgängers.
Zu dritt suchen Pamina, Tamino und Papageno nun nach einem Weg zu Sarastros Burg. In einer Höhle müssen sie durch ein magisches Tor, in welchem sie erst durch Wasser, dann durch Feuer müssen. Tamino, der als Kind miterleben musste, wie seine Eltern bei einem Feuer ums Leben kamen, hat große Angst vor Feuer und besteht die Feuerprobe nur dank der Freundschaft von Papageno und Pamina. Seine Flöte hatte er damals retten können. Sie ist das einzige Andenken an seine Eltern.
Nach den beiden Proben wird das Tor zu einem Durchgang zu Sarastros Burg.
In der Burg treffen sie eine junge Köchin, die sich als Papagena, die Schicksalsgefährtin von Papageno herausstellt. Papagena hilft dem Trio mit einer Bratpfanne als Waffe.
Im Thronsaal Sarastros kommt es zum finalen Kampf der Dunkelheit gegen das Licht: Tamino stimmt seine Flöte an, doch die Königin zerstört sie mit einer blauen Feuerkugel aus ihrem Amulett der Nacht. Als die Lage aussichtslos scheint, weil Sarastro zu alt und schwach ist, und Monostatos sich auf die Seite der Königin geschlagen hat, gibt Papageno Tamino seine Flöte und sagt ihm, dass die Magie in ihm selbst stecke. Tamino spielt auf Papagenos Flöte, und tatsächlich, die Königin und ihre Handlanger, darunter Monostatos, fangen an zu tanzen! Sie können von Pamina, Papagena und Papageno in Gewahrsam genommen werden, die sich rechtzeitig die Ohren verstopft haben.
Die Königin wird entmachtet, indem ihr das Amulett der Nacht entrissen wird, und sie muss mit ihren Handlangern und Monostatos in den Kerker. Pamina wird zur Nachfolgerin von Sarastro als Hohepriesterin der Sonne, und Tamino kann mit ihr glücklich werden. Ebenso finden Papageno und seine Papagena zusammen, die sich als der gelbe Vogel herausstellt, der Papageno schon seit Beginn immer wieder auf seine Weise geholfen hat und den Papageno zu Beginn zu fangen versucht hatte.

## Hintergrund

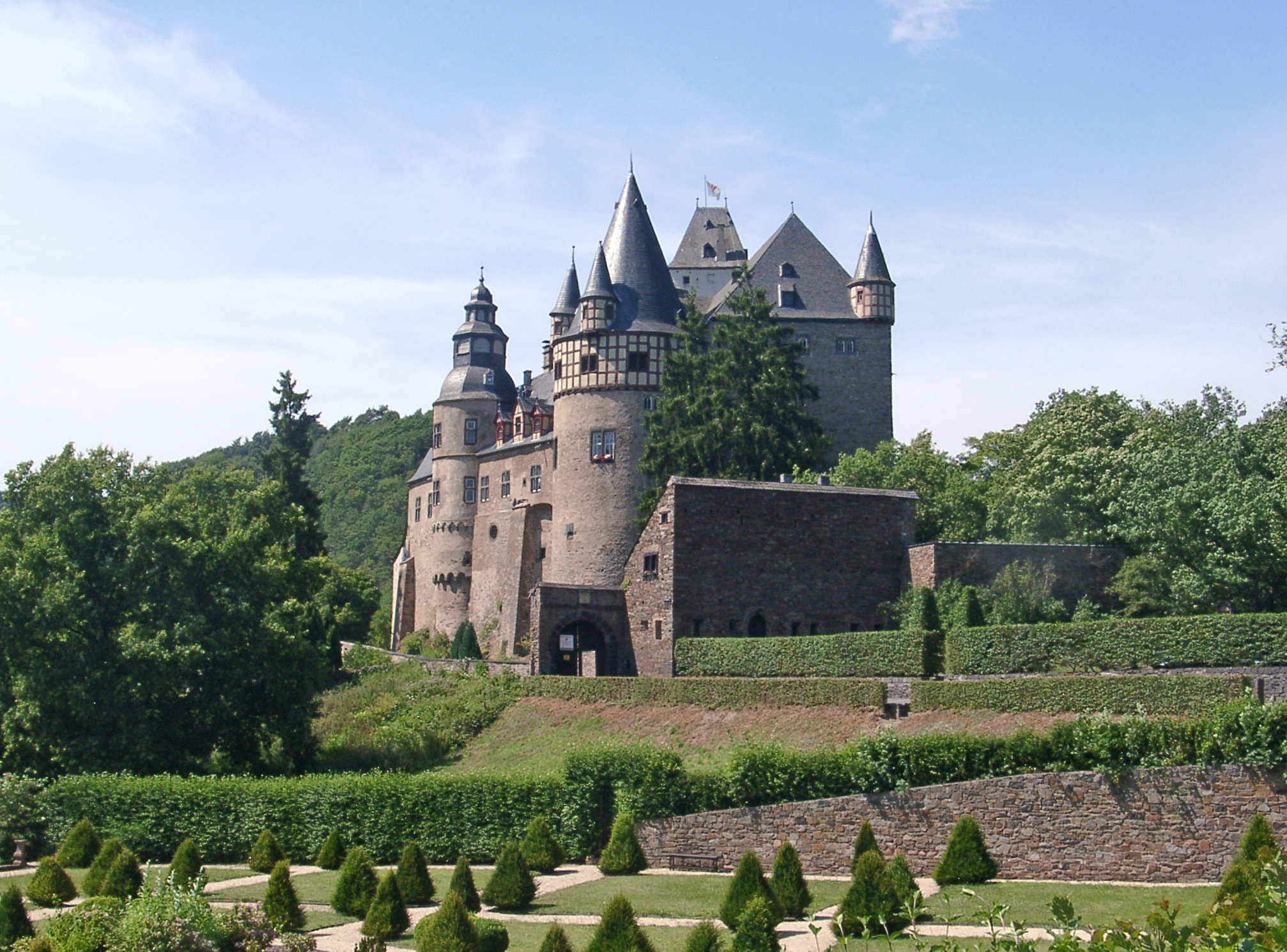
Schloss Bürresheim

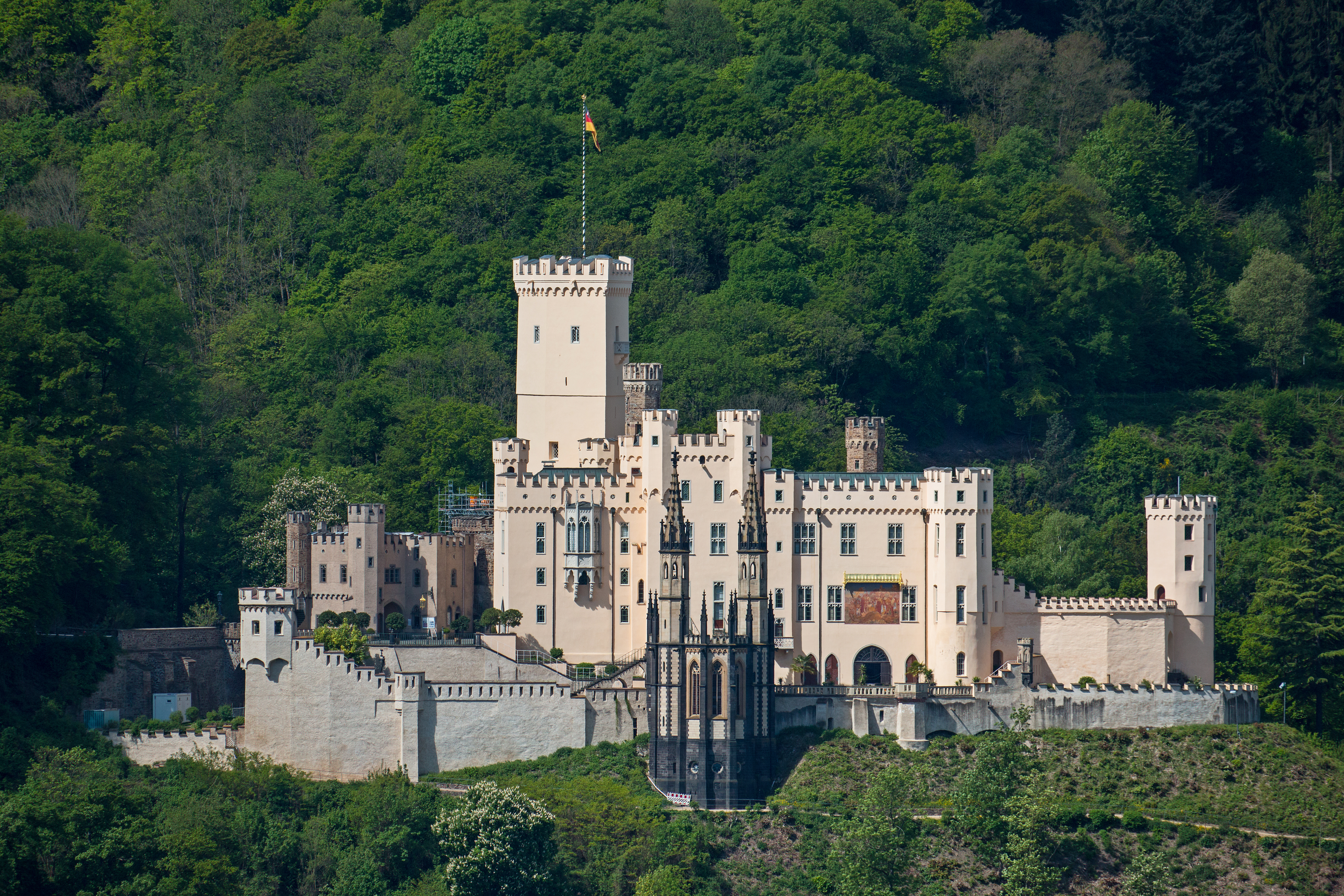
Schloss Stolzenfels

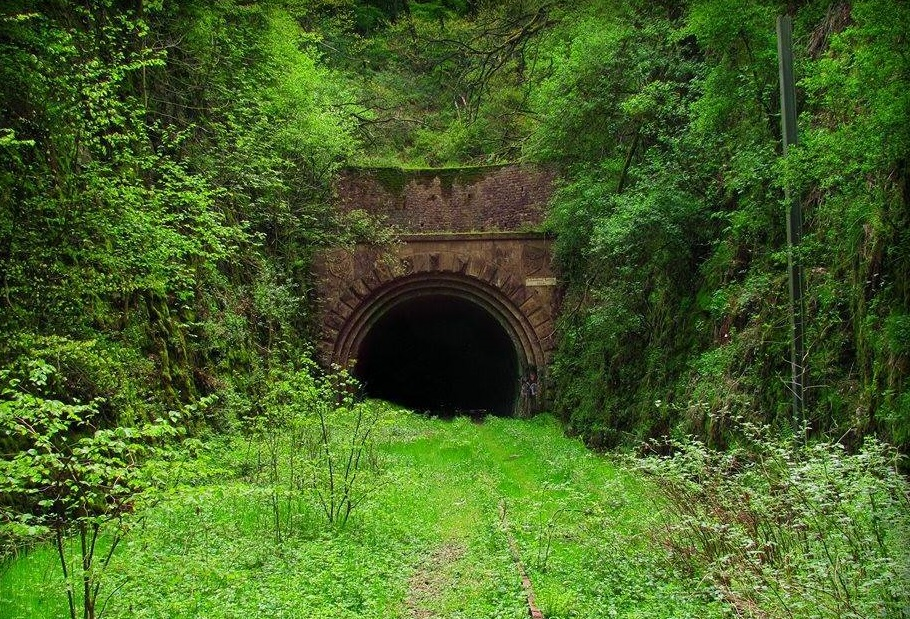
Nordportal des Schwelmer Tunnels

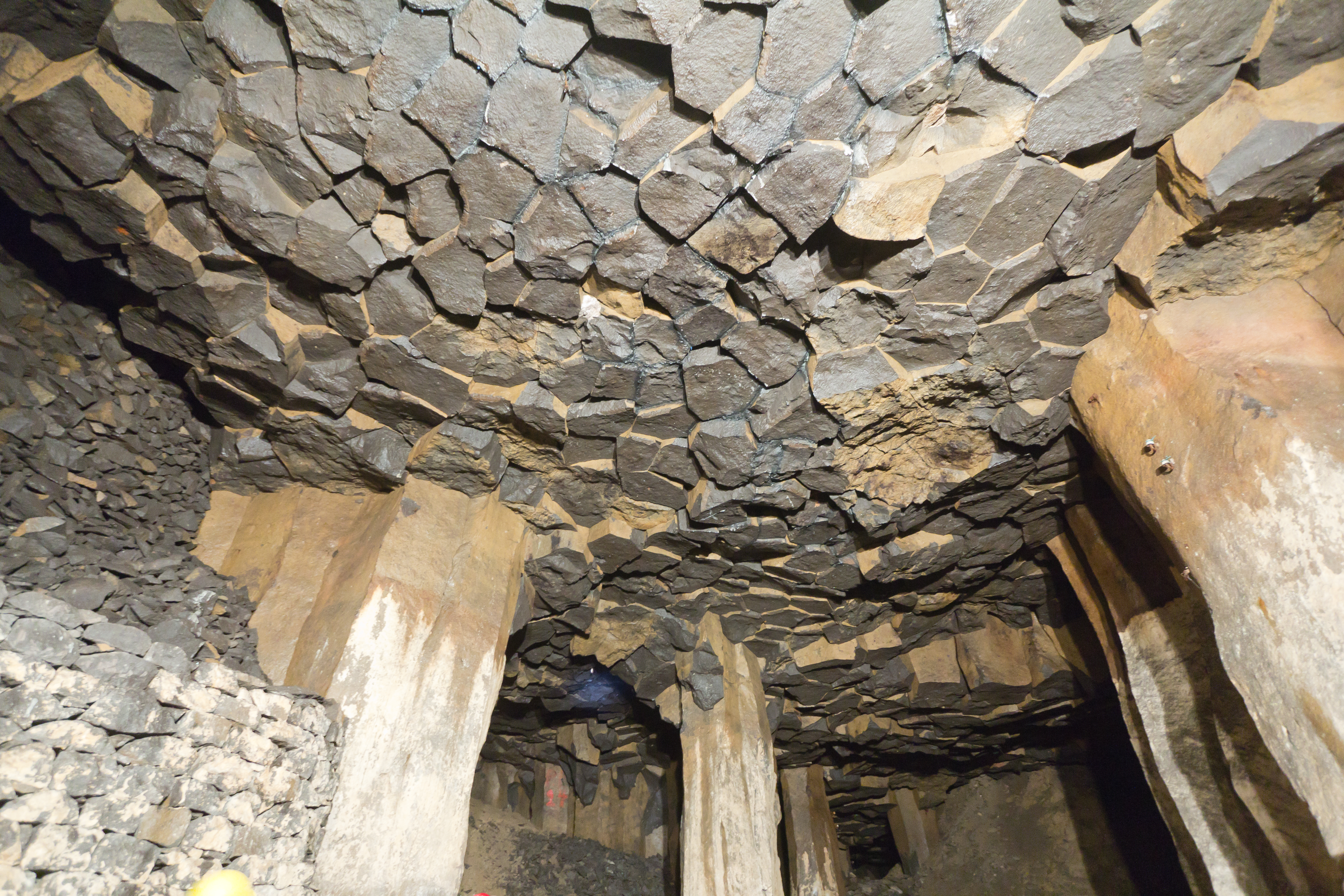
Decke der Lavakeller

Der Film übernimmt grob die Handlung von Mozarts Oper und erzählt sie neu. Dabei werden die freimaurerischen Motive und die Götter Isis und Osiris nicht in die Handlung eingebunden. Einige Motive der Musik Mozarts werden in veränderter Form als Filmmusik verwendet. Insbesondere das Tanzthema von Papagenos Glockenspiel, von der letzten Szene des Ersten Aktes, wird im Film als magisches Thema von Taminos Zauberflöte verwendet. Wer diese Melodie hört, wird auf magische Weise gezwungen zu tanzen. Im Film geht es, anders als in der Oper, nicht um das Erlangen von Weisheit durch Bestehen verschiedener Prüfungen, mit Liebe als Belohnung, sondern um Ehrlichkeit und Freundschaft sowie Liebe und Vertrauen, dem Falschheit und die Gier nach Macht entgegenstehen.
Die Dreharbeiten fanden im Juni/Juli 2023 am Schwelmer Tunnel, in den Schlössern Bürresheim und Stolzenfels und dem Deutschen Lavamuseum in Mendig statt.

## Kritiken
Tilmann P. Gangloff schrieb in seiner Rezension für tittelbach.tv: „Handwerklich ist der insgesamt 56. Beitrag zur ARD-Reihe Sechs auf einen Streich durchaus sehenswert, gerade die Bildgestaltung (Kamera: Amin Oussar) ist gut. Für die Arbeit mit dem zumindest in den Nebenrollen namhaft besetzten Ensemble gilt das jedoch nur bedingt; stellenweise ähneln die gelegentlich gar unfreiwillig komischen Darbietungen einem ambitionierten Amateurtheater.“
Der Deutsche Filmdienst wertete: „Freie Märchenadaption nach der Vorlage von Wieland und Mozarts Oper, die stellenweise einen recht originellen eigenen Zugang zu den Charakteren findet und auch die musikalischen Motive ansprechend einbindet. Die Handlung ergibt allerdings wenig Sinn und wird mit einigen mäßigen komischen Ideen über die Zeit gebracht.“
Oliver Armknecht von film-rezensionen.de meinte: „es eine bewährte fantasievolle Vorlage, die hier für ein junges Publikum aufbereitet wurde. Eine bloße Wiederholung des Abenteuers, welches die meisten aus Mozarts Oper kennen dürften, steht hier nicht an. So wird in dem Film nicht gesungen. Inhaltlich folgte man ebenfalls anderen Wegen, auch wenn die Hauptfiguren alle auftauchen. Ein großer Unterschied ist, dass der Film deutlich humoristischer angelegt ist.“ „Visuell passt das auch, zumindest im Rahmen dessen, was man realistisch erwarten kann. Es gibt ansehnliche Kostüme, die Spezialeffekte, wenn die Königin der Nacht zaubert, passen. Dazu kommen hübsche Settings, wenn wir uns in der Natur oder irgendwelchen Burgen herumtreiben.“
Die Frankfurter Rundschau urteilte kurz und knapp: „Die darstellerisch nicht rundum gelungene Märchenversion der Mozart-Oper Die Zauberflöte orientiert sich am Muster des modernen Kumpelkinos.“